# 國道7號 (日本)

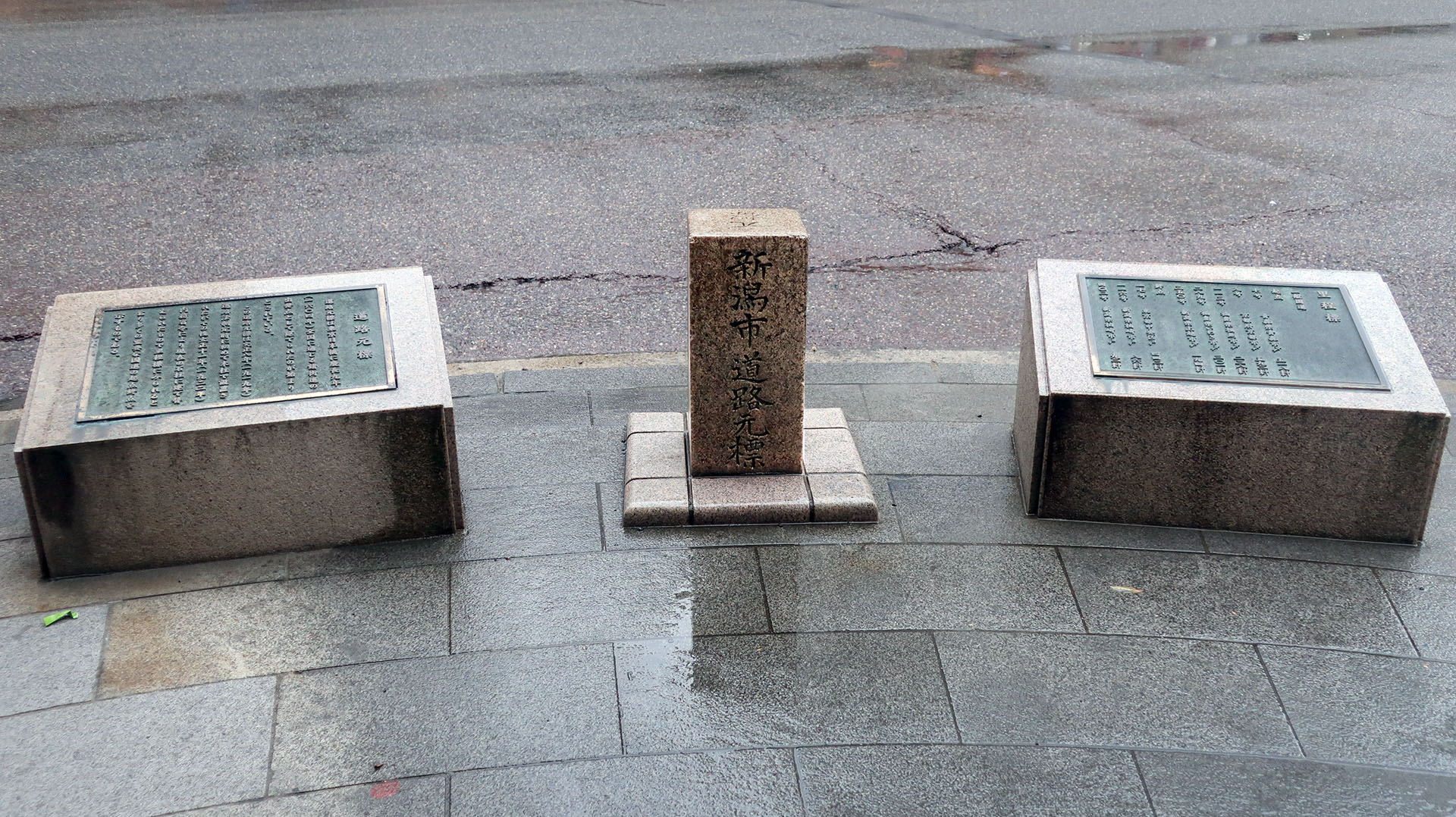
國道7號起點
新潟縣新潟市中央區
本町交差點的「新潟市道路元標」

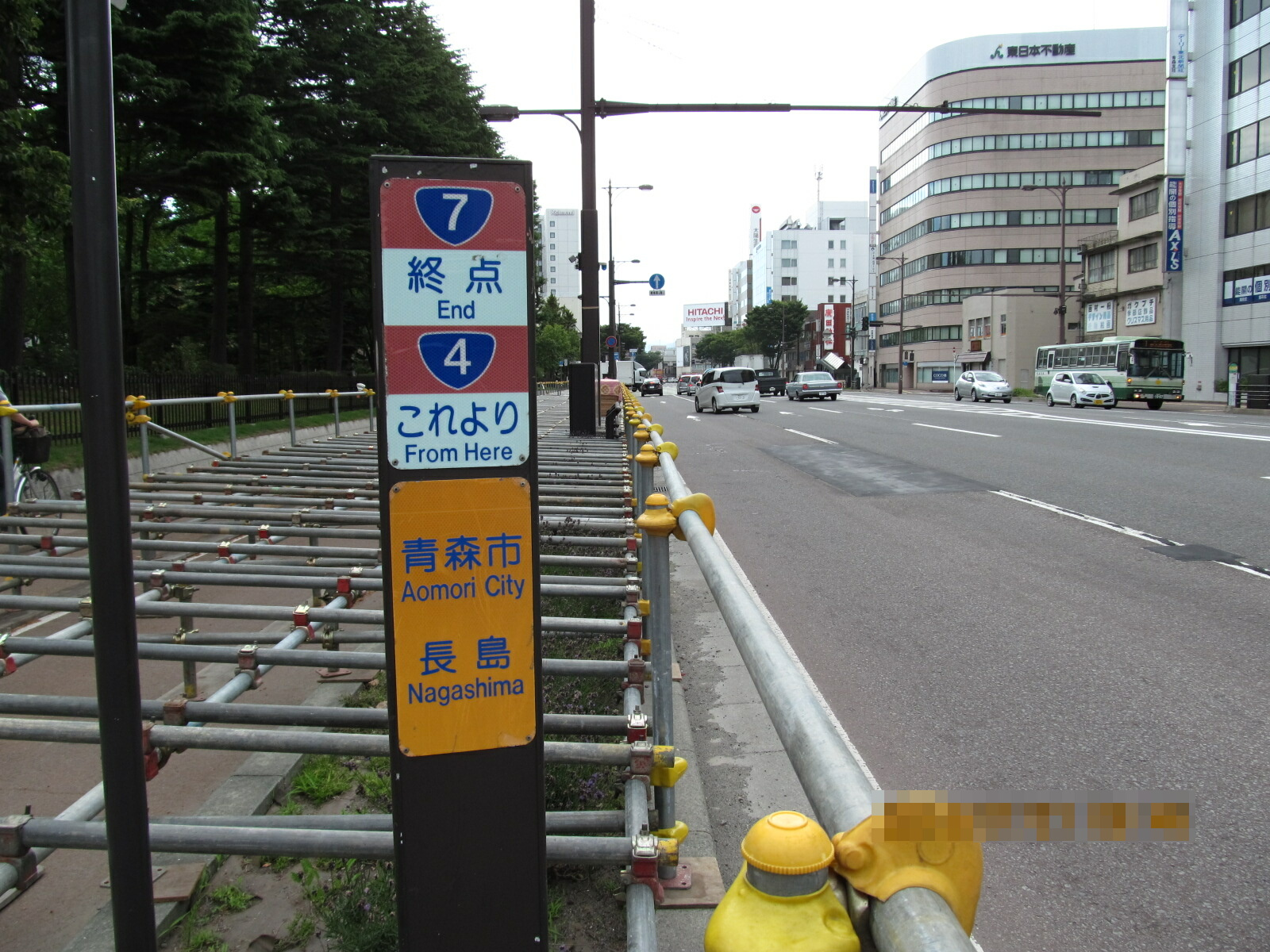
國道7號終點
青森縣青森市 青森公園前

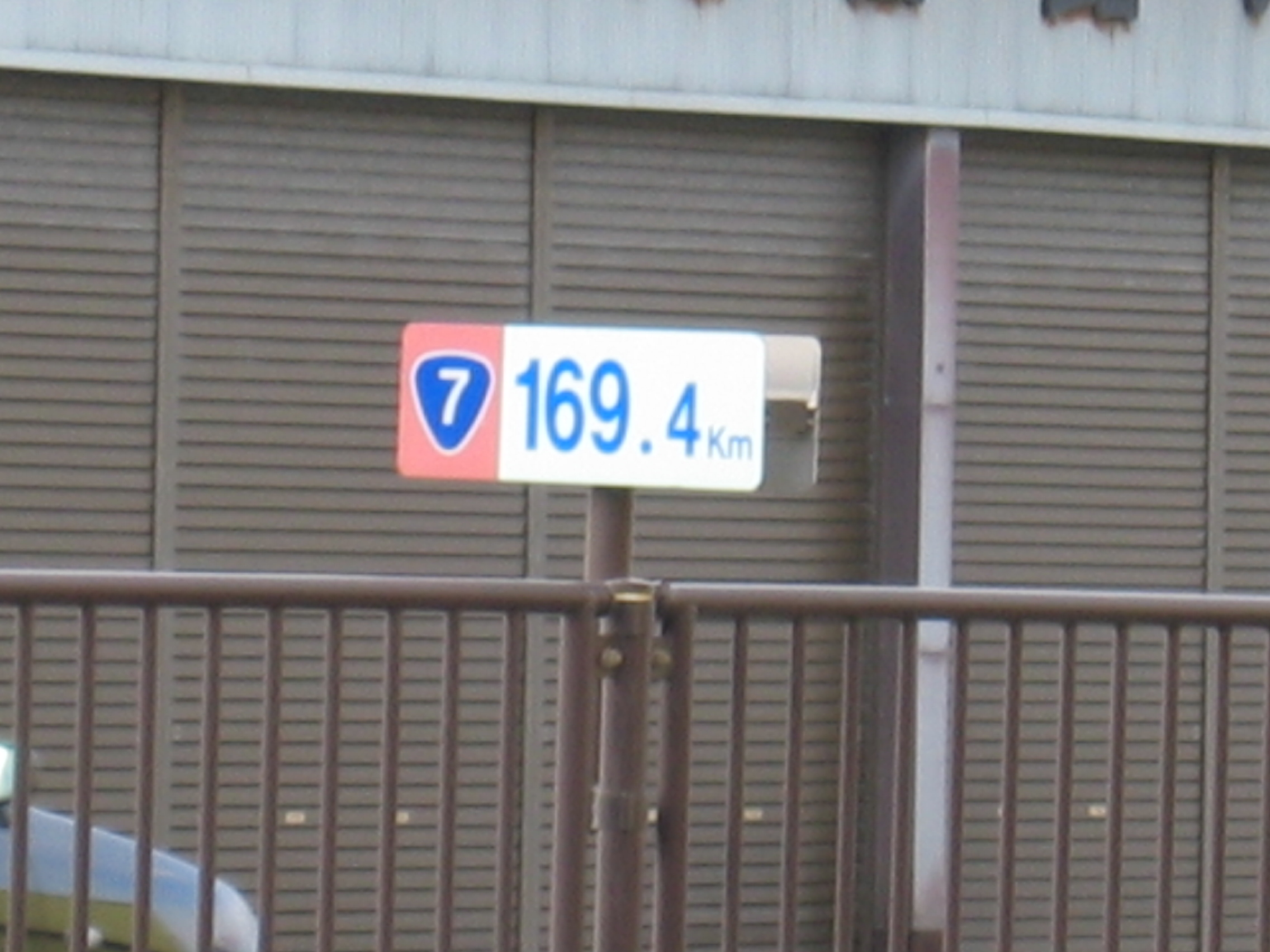
山形縣酒田市日之出町的國道7號169.4km標記 2008年2月3日攝影

國道7號（日语：／ Kokudō Nanagō）是日本新潟縣新潟市至青森縣青森市的一般國道。

## 概要

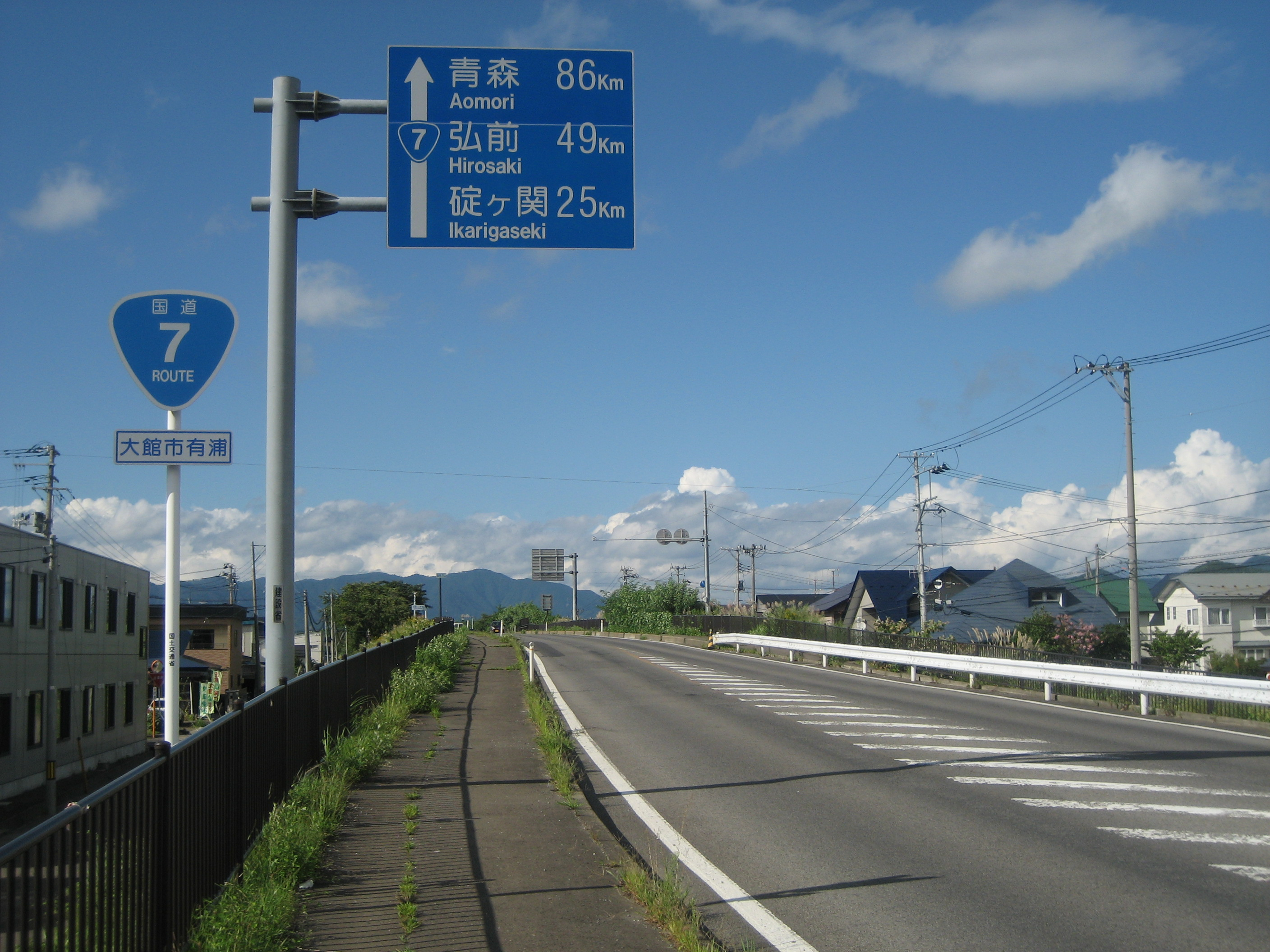
秋田縣大館市有浦
(2013年8月)

從起點新潟市起，沿著日本海，通過山形縣庄內地方、秋田縣、青森縣津輕地方，至終點青森市的幹線國道，相當於江戶時代新潟市 - 秋田市的羽州濱街道、秋田市 - 青森市的羽州街道と。

### 路線資料
依據一般國道路線指定政令列出起終點與重要行經地。
- 起點：新潟縣新潟市中央區（本町通七番町1054-2本町交差點 = 國道8號、國道113號（日语：国道113号）、國道289號（日语：国道289号）、國道350號（日语：国道350号）起點，國道17號、國道116號（日语：国道116号）、國道402號（日语：国道402号）終點）
- 終點：青森縣青森市（長島2丁目10-2青森公園前 = 國道4號、國道45號終點，國道101號（日语：国道101号）起點）
- 重要經過地：新發田市、村上市、山形縣鶴岡市、酒田市、飽海郡遊佐町、由利本莊市、秋田縣秋田市、潟上市、山本郡三種町、能代市、北秋田市、大館市、平川市、青森縣平川市、南津輕郡大鰐町、弘前市、南津輕郡藤崎町
- 總長度：585.6 km（青森縣 83.9 km、秋田縣 305.7 km、山形縣 83.7 km、新潟縣 90.3 km、新潟市 21.9 km）[2][注釋 2]
- 共線長度：無[2][注釋 2]
- 實際長度：585.6 km（青森縣 83.9 km、秋田縣 305.7 km、山形縣 83.7 km、新潟縣 90.3 km、新潟市 21.9 km）[2][注釋 2]
  - 現道：501.4 km（青森縣 67.4 km、秋田縣 239.5 km、山形縣 83.7 km、新潟縣 90.3 km、新潟市 20.4 km）[2][注釋 2]
  - 舊道：16.6 km（青森縣 16.6 km、秋田縣 - km、山形縣 - km、新潟縣 - km、新潟市 - km）[2][注釋 2]
  - 新道：67.7 km（青森縣 - km、秋田縣 66.2 km、山形縣 - km、新潟縣 - km、新潟市 1.4 km）[2][注釋 2]
- 指定區間：新潟市中央区本町通七番町1054番2 - 青森市長島二丁目10番2（全線）

## 歷史
國道7號相當於江戶時代羽州濱街道（新潟 - 秋田）與羽州街道（福島 - 秋田 - 青森）的一部分。

### 年表
- 1885年（明治18年） - 內務省告示第6號「國道表」將羽州街道指定為國道41號「東京至青森縣別路線」（現在的國道4號、國道13號、國道7號），但羽州濱街道新潟以北不屬國道範圍。
- 1920年（大正9年）施行舊道路法之路線認定，舊國道41號（羽州街道）為國道5號「東京市至青森縣廳所在地路線」。新潟 - 秋田（羽州濱街道）指定為國道10號「東京市至秋田縣廳所在地路線」的一部分。
- 1952年（昭和27年）12月4日的新道路法之路線指定，新潟市 - 青森市指定為一級國道7號（新潟縣新潟市 - 青森縣青森市）。
- 1959年（昭和34年）4月11日 - 青森縣內部分區間成為國道7號內首個指定區間[3][注釋 3]。
- 1961年（昭和36年）4月25日 - 新潟縣新潟市本町通七番町－新發田市猿橋（24.3 km）與秋田縣秋田市新屋町－南秋田郡井川村為指定區間（新潟縣、秋田縣內首個指定區間）[4]。
- 1965年（昭和40年）4月1日 - 道路法修正，廢除一級、二級分別，為一般國道7號（新潟縣新潟市 - 青森縣青森市）。
- 1967年（昭和42年）8月16日 - 山形縣鶴岡市大字三瀨字宮野前－同市大字大荒字下谷地（由良坂）通車[5]。
- 1968年（昭和43年）6月25日 - 全線成為指定區間[6][注釋 4]。
- 1990年（平成2年）10月16日 - 新荒川橋開通[7]。
- 2006年（平成18年） - 7月13日20時10分至7月15日13時20分，山形縣鶴岡市小岩川的118公里處因大雨造成土石崩落，全面禁止通行。
- 2007年（平成19年）
  - 8月31日 - 因美國橋梁坍塌事故實施點檢，發現秋田縣由利本莊市的本莊大橋的鋼架上有一條裂縫，裂縫在19時50分左右裂開[8]，同日20時全面禁止通行[9][10]。
  - 9月3日 - 6時開放本莊大橋單側通行[11]。
  - 9月4日 - 21時起實施本莊大橋修復工程，5日6時全面開放[12][13]。
- 2022年（令和4年）4月1日 - 與下濱道路（日语：下浜道路）並行之4.8 km區間轉由秋田縣管理，為秋田縣道56號秋田天王線（日语：秋田県道56号秋田天王線）[14]。

## 路線狀況
日本海沿岸東北自動車道（日本海東北自動車道、秋田自動車道與東北自動車道碇關交流道以北）大致與國道7號並行，除都市地區外顯少有交通阻塞。但是冬季因天候因素，特別是位處日本海沿岸，常因大雪造成視線不良而禁止通行，或是車輛受困雪中。
2007年（平成19年）4月1日新潟縣新潟市升格政令指定都市以前，本道路是個位數國道中唯一沒有通過政令指定都市的國道。

### 收費道路
- 秋田外環狀道路（秋田縣）
- 琴丘能代道路（秋田縣）

速限70 km/h，但道路標示全部與高速道路相同。

### 繞道
舊道廢除國道指定的以「細體」表示，舊道持續為國道7號的以「粗體」表示。繞道本體非屬國道的區間以「斜體」表示。以★標示的道路是速限70 km/h，但道路標示全部與高速道路相同。
新潟縣
- 萬代島Route線（新潟市中央區西堀前通十番町 - 新潟市中央區萬代島）
  - 都市計畫道路的路線名稱，為地域高規格道路新潟南北道路（日语：新潟南北道路）的一部分。包含柳都大橋（日语：柳都大橋）在內的「萬代橋下流橋」事業1.5 km已啟用。除此之外，沼垂道路、栗之木道路、紫竹山道路興建中。沒有與現道交會。
- 東大通（日语：新潟県道33号新潟停車場線）新潟市中央區萬代 - 新潟市中央區東大通一丁目）
- 新沼垂国道[注釋 6]（新潟市中央區東大通一丁目 - 新潟市中央區沼垂東二丁目）
- 栗之木繞道（日语：栗ノ木バイパス）（新潟市中央區明石二丁目 - 新潟市中央區紫竹山）
  - 新潟南北道路、萬代島Route線立體化事業的沼垂道路、栗之木道路、紫竹山道路興建中。
- 新潟繞道（日语：新潟バイパス）（新潟市中央區紫竹山 - 新潟市東區海老瀨）
- 新新繞道（日语：新潟東西道路）（新潟市東區海老瀨 - 新發田市奥山新保）
- 新發田繞道（日语：新発田バイパス）（新發田市奧山新保 - 新發田市島潟）
  - 新發田擴幅4車線化事業興建中（部分啟用）。
- 加治川繞道（新發田市上館 - 胎內市二軒茶屋）
- 中條黑川繞道（日语：中条黒川バイパス）（胎內市二軒茶屋 - 胎內市羽黑、胎內市羽黑 - 村上市切田、村上市切田 - 村上市佐佐木[注釋 7]）
- （村上市宿田 - 村上市九日市）
- （村上市下助淵 - 村上市上助淵）
- 村上繞道（日语：村上バイパス）（村上市上助淵 - 村上市小川）
- 鵜渡路繞道（日语：鵜渡路バイパス）（村上市宮之下 - 村上市鵜渡路、村上市上野 - 村上市猿澤[注釋 8]）
- （村上市板屋越 - 村上市早稻田）
- （村上市鹽野町 - 村上市大須戶）
- （村上市大須戶 - 村上市北中）
- 笠取隧道（村上市中津原 - 村上市上大鳥）
- 上大鳥隧道（村上市上大鳥）
- （村上市垣之內）
- （村上市長坂）
- 府屋繞道（村上市府屋 - 村上市岩崎）

新潟縣 - 山形縣
- 日本海沿岸東北自動車道（朝日溫海道路）（未開通）（村上市猿澤 - 鶴岡市大岩川）：2013年（平成25年）5月15日事業化[15]。
- 鼠關繞道（村上市伊吳野 - 鶴岡市鼠關）

山形縣
- （鶴岡市鼠縣 - 鶴岡市早田）
- （鶴岡市小岩川）
- （鶴岡市大岩川 - 鶴岡市溫海）
- 溫海繞道（鶴岡市溫海（溫海溫泉站前附近））
- （鶴岡市溫海（字米子附））
- 新五十川道路（鶴岡市五十川 - 鶴岡市堅苔澤）
- （鶴岡市堅苔澤）
- （鶴岡市小波渡 - 鶴岡市水澤）
- 鶴岡繞道（日语：鶴岡バイパス）（鶴岡市中清水 - 鶴岡市本田）
- 三繞道（日语：三川バイパス）（鶴岡市本田 - 酒田市廣野）
- 酒田繞道（日语：酒田バイパス）（酒田市両羽町 - 酒田市宮海）
- （酒田市豐里 - 飽海郡遊佐町吹浦）
- 吹浦繞道（日语：吹浦バイパス）（飽海郡遊佐町菅里 - 飽海郡遊佐町女鹿）

山形縣 - 秋田縣
- 日本海沿岸東北自動車道（遊佐象潟道路）（未開通）（飽海郡遊佐町 - 仁賀保市象潟町小瀧）：2013年（平成25年）5月15日事業化[15]。
- （飽海郡遊佐町吹浦 - 仁賀保市象潟町小砂川）

秋田縣
- 小砂川繞道（仁賀保市象潟町小砂川 - 仁賀保市象潟町大須鄉）
- （仁賀保市象潟町川袋）
- （仁賀保市象潟町關）
- ★日本海沿岸東北自動車道（象潟仁賀保道路）（仁賀保市象潟町小瀧 - 仁賀保市平澤）
- （仁賀保市象潟町）
- 金浦繞道（仁賀保市金浦 - 仁賀保市黑川）
- （仁賀保市金浦）
- （仁賀保市芹田 - 仁賀保市兩前寺）
- ★日本海沿岸東北自動車道（仁賀保本莊道路）（仁賀保市平澤 - 由利本莊市三條）：終點由利本莊市側未與現道連接。
- （由利本莊市西目町出戶）
- （由利本莊市西目町沼田 - 由利本荘市石脇）
- 松崎繞道（由利本莊市神澤 - 由利本莊市松崎）
- （由利本荘市岩城二古）
- （由利本荘市岩城內道川 - 由利本莊市岩城勝手）
- 下濱道路（日语：下浜道路）（秋田市下濱羽川 - 秋田市濱田字境川）
- （秋田市下濱桂根 - 秋田市濱田）
- 秋田南繞道（日语：秋田南バイパス）（秋田市濱田字境川 - 秋田市八橋南二丁目）
  - 秋田南擴幅4車線化興建中。
- （秋田市濱田 - 秋田市新屋比內町）
- 秋田北繞道（日语：秋田北バイパス）（秋田市茨島一丁目 - 秋田市土崎港中央一丁目）
- （秋田市土崎港中央一丁目 - 秋田市飯島道東一丁目）
- ★日本海沿岸東北自動車道（秋田外環狀道路）（秋田市上新城中 - 秋田市金足岩瀬）：未與現道連接。
- （秋田市飯島道東三丁目 - 秋田市下新城中野）
- 昭和飯田川繞道（秋田市金足大清水 - 南秋田郡井川町濱井川）
- （南秋田郡五城目町大川大川 - 南秋田郡八郎潟町真坂）
- （南秋田郡八郎潟町真坂 - 山本郡三種町天瀨川）
- （山本郡三種町鯉川）
- （山本郡三種町鹿渡）
- ★日本海沿岸東北自動車道（琴丘能代道路）（山本郡三種町鹿渡 - 能代市二井町駒形）：起點三種町側未與現道連接。
- （山本郡三種町鵜川）
- 能代南繞道（能代市淺內 - 能代市字芝童森）
- 能代繞道（能代市字高塙 - 能代市扇田）
- 二井繞道（日语：二ツ井バイパス）（能代市二井町切石 - 能代市二井町小繋）
  - 預定連接琴丘能代道路、二井今泉道路[16]。
  - 種梅入口交差點改良、荷上場地區交差點改良進行中。
- 日本海沿岸東北自動車道（二井今泉道路）（未開通）（能代市二井町小繋 - 北秋田市今泉）
  - 2012年度事業化。起點連接二井繞道，終點連接鷹巢西道路[16][17]。
- ★日本海沿岸東北自動車道（鷹巢西道路）（北秋田市坊澤 - 北秋田市脇神）：蟹澤交流道以東為一般國道7號。
- ★日本海沿岸東北自動車道（鷹巢大館道路）（北秋田市脇神 - 大館市櫃崎）：起點連接鷹巢西道路。
- ★日本海沿岸東北自動車道（大館西道路）（大館市櫃崎 - 大館市商人留）

青森縣
- 石川繞道（日语：石川バイパス (青森県)）（弘前市大字石川 - 弘前市大字堀越）
- 弘前繞道（日语：弘前バイパス）（弘前市堀越河合 - 南津輕郡藤崎町藤崎）
- 常盤繞道（日语：常盤バイパス）（南津輕郡藤崎町藤崎 - 青森市浪岡下十川）
- 浪岡繞道（日语：浪岡バイパス）（青森市浪岡下十川 - 青森市鶴坂）
- 大釋迦繞道（日语：大釈迦バイパス）（青森市浪岡大字大釋迦）
- 鶴坂繞道（日语：鶴ヶ坂バイパス）（青森市鶴坂 - 青森市戶門）
- 青森西繞道（日语：青森西バイパス）（青森市戶門 - 青森市千刈二丁目）
- 青森環狀道路（日语：青森環状道路）（青森市新城 - 青森市平新田）

### 別名
- 柾谷小路（日语：柾谷小路）
- 東大通（日语：新潟県道33号新潟停車場線）
- 明石通（日语：明石通）
- 羽州街道
- 羽州濱街道（日语：羽州浜街道）
- 坂町鼠關道
- 出羽街道
- 酒田街道（日语：酒田街道）
- おけさおばこライン[18][19][20]
  - 以民謠「秋田おばこ」與「佐渡おけさ」命名[21]。
- 秋田街道
- 船川街道
- 秋田自動車道（部分區間）

### 國道重複區間
新潟縣
- 國道113號（日语：国道113号）、國道350號（日语：国道350号）：新潟市中央區本町通（本町交差點） - 新潟市中央區萬代（東港線十字路）
- 國道8號、國道17號：新潟市中央區本町通（本町交差點） - 新潟市中央區紫竹山（紫竹山交流道（日语：紫竹山インターチェンジ））
- 國道49號（日语：国道49号）、國道403號（日语：国道403号）、國道459號（日语：国道459号）：新潟市中央區明石（栗木橋交差點） - 新潟市中央區紫竹山（紫竹山交流道）
- 國道290號（日语：国道290号）：新發田市東塚目（島潟交差點） - 新發田市三日市（三日市交差點）
- 國道290號：村上市（上助淵交差點） - 村上市（石原交差點）
- 國道345號：村上市（勝木交差點） - 山形縣鶴岡市鼠關

山形縣
- 國道112號（日语：国道112号）：鶴岡市平京田(中野京田交叉點) - 鶴岡市本田
- 國道345號：山形縣飽海郡遊佐町菅里（菅里交差點 - 西濱交差點）

秋田縣
- 國道341號（日语：国道341号）：由利本莊市出戶町（水林交差點） - 由利本莊市神澤（神澤交差點）
- 國道101號（日语：国道101号）：秋田市八橋南二丁目（臨海十字路） - 秋田市金足大清水（高速入口交差點）
- 國道285號（日语：国道285号）：秋田市八橋南二丁目（臨海十字路） - 潟上市飯田川和田妹川（飯塚古開交差點）
- 國道101號：山本郡三種町鵜川（大曲交差點） - 能代市（芝童森交差點）

青森縣
- 國道339號（日语：国道339号）：弘前市 - 南津輕郡藤崎町（藤崎交差點）
- 國道101號：青森市浪岡大釋迦 - 青森市長島（青森公園前，終點）
- 國道280號（日语：国道280号）：青森市上谷川（上古川交叉點） - 青森市長島（青森公園前，終點）

### 道路設施

#### 主要隧道與橋樑
- 新潟県
  - 萬代橋（新潟市中央區，信濃川）：306.9 m
  - 柳都大橋（日语：柳都大橋）（新潟市中央區，信濃川）：212.1 m
  - 栗之木川橋（新潟市中央區）：39.6 m
  - 阿賀野川大橋（日语：阿賀野川大橋）（新潟市東區 - 新潟市北區，阿賀野川）：903 m
  - 新井鄉川橋（新潟市北區，新井鄉川分水路（日语：新井郷川））：65 m
  - 新發田川橋（新潟市北區，新發田川（日语：新発田川））
  - 切尾橋（新潟市北區，福島潟放水路（日语：福島潟放水路））
  - 聖籠橋（聖籠町，新發田川放水路）
  - 三賀橋（聖籠町，新發田川）
  - 加治大橋（新發田市，加治川（日语：加治川））
  - 黑川大橋（胎內市，胎內川（日语：胎内川））
  - 荒川橋（日语：荒川橋 (村上市)）（村上市，荒川（日语：荒川 (羽越)））
  - 水明橋（村上市，三面川（日语：三面川））
  - 葡萄隧道（村上市）
  - 朝日隧道（村上市）
  - 笠取隧道（村上市）
  - 上大鳥隧道（村上市）
- 山形縣
  - おばこ大橋（日语：おばこ大橋）（三川町 - 酒田市，赤川（日语：赤川））：400.4 m
  - 新兩羽橋（酒田市，最上川）：723 m
  - 宮海橋（酒田市 - 遊佐町，日向川（日语：日向川 (山形県)））
  - 鳥海大橋（遊佐町，月光川（日语：月光川））：303 m
- 秋田縣
  - 本莊大橋（由利本莊市，子吉川（日语：子吉川））：240 m
  - 雄物大橋（日语：雄物大橋）（秋田市，雄物川）：394 m[22]
  - 臨海大橋（秋田市，舊雄物川（日语：秋田運河））：349 ｍ
  - 龍馬大橋（五城目町 - 八郎潟町，馬場目川（日语：馬場目川））
  - 二井西隧道（能代市）
  - 二井東隧道（能代市）
  - 徯后隧道（能代市）
- 青森縣
  - 平川橋（弘前市 - 藤崎町，岩木川）

#### 道之驛
- 新潟縣
  - 豐榮（日语：道の駅豊栄）（新潟市北區）
  - 加治川（日语：道の駅加治川）（新發田市）
  - 神林（日语：道の駅神林）（村上市）
  - 朝日（日语：道の駅朝日）（村上市）
- 山形縣
  - 溫海（日语：道の駅あつみ）（鶴岡市溫海地域）
  - 鳥海（日语：道の駅鳥海）（山之區）（飽海郡遊佐町）：海之區在國道345號（日语：国道345号）上。
- 秋田縣
  - 象潟（日语：道の駅象潟）（仁賀保市象潟地域）
  - 西目（日语：道の駅にしめ）（由利本莊市西目地域）
  - 岩城（日语：道の駅岩城）（由利本莊市岩城地域）
  - 秋田港（日语：セリオン (秋田市)）（秋田市）
  - 昭和（日语：道の駅しょうわ）（潟上市）
  - 琴丘（日语：道の駅ことおか）（山本郡三種町）
  - 二井（日语：道の駅ふたつい）（能代市二井地域）
  - 鷹巢（日语：道の駅たかのす）（北秋田市鷹巢地域）
  - 矢立峠（日语：道の駅やたて峠）（大館市）
  - 釋迦內停車區（大館市商人留） : 非道之驛但預定設置同等級設施[23]。
- 青森縣
  - 碇關（日语：道の駅いかりがせき）（平川市碇關地域）
  - 弘前（日语：道の駅ひろさき）（弘前市）
  - 浪岡（日语：道の駅なみおか）（青森市浪岡地域）

## 地理

### 通過市町村
- 新潟縣
  - 新潟市（中央區 - 東區 - 北區） - 北蒲原郡聖籠町 - 新發田市 - 胎內市 - 村上市
- 山形縣
  - 鶴岡市 - 東田川郡三川町 - 酒田市 - 飽海郡遊佐町
- 秋田縣
  - 仁賀保市 - 由利本莊市 - 秋田市 - 潟上市 - 南秋田郡井川町 - 南秋田郡五城目町 - 南秋田郡八郎潟町 - 山本郡三種町 - 能代市 - 北秋田市 - 大館市
- 青森縣
  - 平川市 - 南津輕郡大鰐町 - 弘前市 - 平川市 - 弘前市 - 南津輕郡藤崎町 - 青森市 - 南津輕郡藤崎町 - 青森市

### 主要接續路線
北陸地方整備局管內
- 新潟縣
  - 國道116號（日语：国道116号）（※國道116號重複=國道289號（日语：国道289号）、國道402號（日语：国道402号））（新潟市中央區本町交差點起點）
  - 國道113號（日语：国道113号）（※國道113號重複=國道350號（日语：国道350号））（新潟市中央區本町交差點起點 -（重複）- 東港線十字路）
  - 國道8號（※國道8號重複=國道17號）（新潟市中央區本町交差點起點 -（重複）- 紫竹山交流道）
  - 國道345號（日语：国道345号）（※國道113號、國道350號重複）（新潟市中央區東港線十字路）
  - 國道49號（日语：国道49号）（※國道49號重複=國道403號（日语：国道403号）、國道459號（日语：国道459号））（新潟市中央區栗之木橋交差點 -（重複）- 紫竹山交流道）
  - 日本海東北自動車道聖籠新發田交流道（日语：聖籠新発田インターチェンジ）（北蒲原郡聖籠町）
  - 國道116號（日语：国道460号）（新發田市新發田交流道）
  - 國道116號（日语：国道290号）（新發田市島潟交差點 -（重複）- 三日市交差點）
  - 國道113號（村上市十文字交差點）
  - 國道290號（村上市上助淵交差點 -（重複）- 石原交差點）
  - 國道345號（村上市勝木交差點 -（重複）- 鶴岡市鼠關）

東北地方整備局管內
- 山形縣
  - 日本海東北自動車道鶴岡西交流道（日语：鶴岡西インターチェンジ）（鶴岡市）
  - 山形自動車道鶴岡交流道（日语：鶴岡インターチェンジ）（鶴岡市）
  - 國道112號（日语：国道112号）（鶴岡市中野京田交差點 -（重複）- 本田）
  - 日本海東北自動車道酒田交流道（酒田市）
  - 國道47號（酒田市廣田交流道）
  - 國道344號（酒田市上安町交差點）
  - 國道112號（酒田市宮海高架橋）
  - 國道345號（日语：国道345号）（飽海郡遊佐町菅里交差點 -（重複）- 西濱交差點）
- 秋田縣
  - 日本海東北自動車道金浦交流道（仁賀保市）
  - 日本海東北自動車道仁賀保交流道（仁賀保市）
  - 國道105號（日语：国道105号）（※國道105號重複=國道107號（日语：国道107号）、國道108號、國道398號（日语：国道398号））（由利本莊市水林交差點）
  - 國道341號（日语：国道341号）（由利本莊市水林交差點 - （重複） - 由利本莊市神澤）
  - 國道13號（秋田市臨海十字路）（※國道13號重複=國道46號）
  - 國道101號（日语：国道101号）（秋田市臨海十字路 -（重複）- 高速入口交差點）
  - 國道345號（日语：国道285号）（秋田市臨海十字路 -（重複）- 潟上市飯塚古開交差點）
  - 秋田自動車道昭和男鹿半島交流道（秋田市）
  - 國道101號（山本郡三種町大曲交差點 -（重複）- 能代市芝童森交差點）
  - 秋田自動車道八龍交流道（山本郡三種町）
  - 秋田自動車道能代南交流道（能代市）
  - 秋田自動車道能代東交流道（能代市）
  - 秋田自動車道二井白神交流道（能代市）
  - 國道105號（北秋田市大堤交差點）
  - 國道103號（日语：国道103号）大館南繞道（日语：大館南バイパス）（※國道103號重複=國道104號（日语：国道104号））（大館市立花交差點）
  - 秋田自動車道大館北交流道（大館市）
- 青森縣
  - 國道282號（日语：国道282号）（平川市碇關）
  - 東北自動車道碇關交流道（平川市）
  - 國道454號 (日本)（南津輕郡大鰐町長峰）
  - 東北自動車道大鰐弘前交流道（弘前市）
  - 國道102號（日语：国道102号）（※國道102號重複=國道394號（日语：国道394号））（弘前市運動公園入口交差點）
  - 國道339號（日语：国道339号）（南津輕郡藤崎町藤崎交差點）
  - 東北自動車道津輕自動車道（國道101號）浪岡交流道（青森市）
  - 國道101號（青森市浪岡大釋迦 -（重複）- 青森公園前終點）
  - 國道280號（日语：国道280号）內真部繞道（日语：内真部バイパス）（青森市新城平岡交差點）
  - 國道280號（青森市上古川交差點 -（重複）- 青森公園前終點）
  - 國道4號（※國道4號重複=國道45號）（青森市青森公園前終點）

### 主要山口
- 葡萄峠]（標高200m）：新潟縣村上市（舊岩船郡朝日村）
- 長次峠（標高195m）：新潟縣村上市（舊岩船郡朝日村）
- 大每峠（標高205m）：新潟縣村上市（舊岩船郡山北町）
- 笠取峠（日语：笠取峠） (標高78m = 舊道標高) : 山形縣鶴岡市
- 由良峠（標高70m）：山形縣鶴岡市。別名：由良坂
- 三崎峠（日语：三崎峠）（標高100m = 舊道標高）：山形縣飽海郡遊佐町 - 秋田縣仁賀保市（舊由利郡象潟町）
- 矢立峠（日语：矢立峠）（標高258m）：秋田縣大館市 - 青森縣平川市（舊南津輕郡碇關村）
- 大釋迦峠（標高102m）：青森縣青森市（舊南津輕郡浪岡町 = 現青森市浪岡地域 - 舊青森市）

### 舊道

#### 新潟縣
- 新潟市道萬代沼垂線：新潟市中央區萬代（流作場五差路） - 新潟市中央區沼垂東四丁目（沼垂東四丁目交差點）
- 新潟市道南1-74號線：新潟市中央區沼垂東四丁目（沼垂東四丁目交差點） - 新潟市中央區沼垂東三丁目（沼垂東三丁目交差點）
- 新潟市道南1-56號線：新潟市中央區沼垂東三丁目（沼垂東三丁目交差點） - 新潟市中央區沼垂東二丁目（沼垂東二丁目交差點）
- 新潟縣道5號新潟新津線（日语：新潟県道5号新潟新津線）：新潟市中央區沼垂東二丁目（沼垂東二丁目交差點） - 新潟市中央區紫竹三丁目（紫雲橋交差點）
- 新潟縣道3號新潟新發田村上線（日语：新潟県道3号新潟新発田村上線）：新潟市中央區明石二丁目（栗之木橋交差點） - 新發田市佐佐木（佐佐木交差點）
- 新潟縣道324號豐榮太夫濱線（日语：新潟県道324号豊栄太夫浜線）：新潟市北區樋ノ入（競馬場IC） - 新潟市北區木崎（尾山交差點）
- 新潟縣道556號新潟東港線（日语：新潟県道556号新潟東港線）：北蒲原郡聖籠町大字藤寄（東港IC） - 北蒲原郡聖籠町大字藤寄（東港入口交差點）
- 新潟縣道26號新發田豐榮線（日语：新潟県道26号新発田豊栄線）：新發田市佐佐木（太子堂交差點） - 新發田市奧山新保（新發田交流道）
- 新發田市道：新發田市日渡 - 新發田市新榮町三丁目（新榮町交差點）
- 新潟縣道32號新發田停車場線（日语：新潟県道32号新発田停車場線）：新發田市新榮町三丁目（新榮町交差點） - 新發田市本町二丁目（本町交差點）

- 國道290號（日语：国道290号）：新發田市中央町三丁目（中央町交差點） - 新發田市本町三丁目
- 新發田市道：新發田市本町三丁目 - 新發田市新富町一丁目（法務局前交差點）
- 國道290號：新發田市新富町一丁目（法務局前交差點） - 新發田市新富町二丁目
- 新發田市道：新發田市新富町二丁目 - 新發田市東塚之目
- 國道290號：新發田市東塚之目（島潟交差點）
- 新發田市道：新發田市東塚之目（島潟交差點） - 新發田市島潟
- 新潟縣道343號下長橋上館線（日语：新潟県道343号下長橋上館線）：新發田市上館
- 新潟縣道60號住吉上館線（日语：新潟県道60号住吉上館線）：新發田市上館
- 新潟縣道343號下長橋上館線：新發田市上館 - 胎內市二軒茶屋
- 新潟縣道585號中條停車場線（日语：新潟県道585号中条停車場線）：胎內市水澤町（水澤町交差點） - 胎內市新榮町
- 胎內市道：胎內市新榮町 - 胎內市羽黑（羽黑入口交差點）
- 胎內市道：胎內市羽黑（並槻入口交差點） - 胎內市羽黑（黑川橋南詰）
- 新潟縣道493號荒川中條線：胎內市羽黑（黑川橋南詰） - 村上市切田
- 村上市道：村上市切田
- 村上市道：村上市切田 - 村上市坂町（國道113號交點）
- 新潟縣道289號坂町停車場線（日语：新潟県道289号坂町停車場線）：村上市坂町（國道113號交點） - 村上市坂町（坂町站前交差點）
- 村上市道：村上市坂町（坂町站前交差點） - 村上市佐佐木
- 村上市道：村上市上助淵
- 村上市道：村上市上片町二丁目（上片町交差點） - 村上市小川
- 村上市道：村上市宮之下
- 村上市道：村上市宮之下 - 村上市鵜渡路（鵜渡路交差點）
- 村上市道：村上市中津原 - 村上市上大鳥
- 村上市道：村上市大鳥
- 村上市道：村上市碁石 - 村上市府屋（府屋交差點）
- 新潟縣道52號山北關川線（日语：新潟県道・山形県道52号山北関川線）：村上市府屋（府屋交差點） - 村上市岩崎（岩崎交差點）

#### 山形縣
- 鶴岡市道:鶴岡市下清水 - 鶴岡市白山
- 山形縣道332號面野山鶴岡線：鶴岡市白山 - 鶴岡市錦町
- 山形縣道349號鶴岡村上線（日语：山形県道349号鶴岡村上線）：鶴岡市錦町 - 鶴岡市日吉町
- 山形縣道350號𣗄代鶴岡線（日语：山形県道350号たらのき代鶴岡線）：鶴岡市日吉町 - 鶴岡市文下
- 國道112號（日语：国道112号）
- 山形縣道333號鶴岡廣野線（日语：山形県道333号鶴岡広野線）：鶴岡市文下 - 酒田市廣野福岡
- 山形縣道353號吹浦酒田線：酒田市兩羽町 - 酒田市山居町山居倉庫口交差點
- 國道112號：酒田市山居町山居倉庫口交差點 - 酒田市中央西町
- 酒田市道：酒田市中央西町 - 酒田市宮海
- 國道345號（日语：国道345号）：遊佐町西濱 - 遊佐町女鹿

#### 秋田縣
- 秋田縣道56號秋田天王線（日语：秋田県道56号秋田天王線）：秋田市下濱羽川字上野地內 - 秋田市下濱桂根字濱田地內
- 秋田縣道56號秋田天王線：秋田市濱田字瀧之原（濱田瀧原交差點） - 秋田市茨島一丁目（茨島交差點）
- 秋田縣道303號秋田昭和飯田川線（日语：秋田県道303号秋田昭和飯田川線）：秋田市金足大清水 - 潟上市昭和飯田川和田妹川
- 秋田縣道219號三倉鼻五城目線（日语：秋田県道219号三倉鼻五城目線）：南秋田郡五城目町大川（大川三叉路） ｰ 南秋田郡八郎潟町真坂字鳥越
- 能代市道：能代市淺內（淺內交差點） - 能代市芝童森（芝童森交差點）

#### 青森縣
- 青森縣道260號石川百田線（日语：青森県道260号石川百田線）：弘前市石川 - 弘前市百田
- 青森縣道285號浪岡藤崎線（日语：青森県道285号浪岡藤崎線）：南津輕郡藤崎町矢澤 - 青森市浪岡大釋迦
- 青森縣道247號鶴坂千刈線（日语：青森県道247号鶴ケ坂千刈線）：青森市鶴坂 - 青森市千刈2丁目

## 圖片

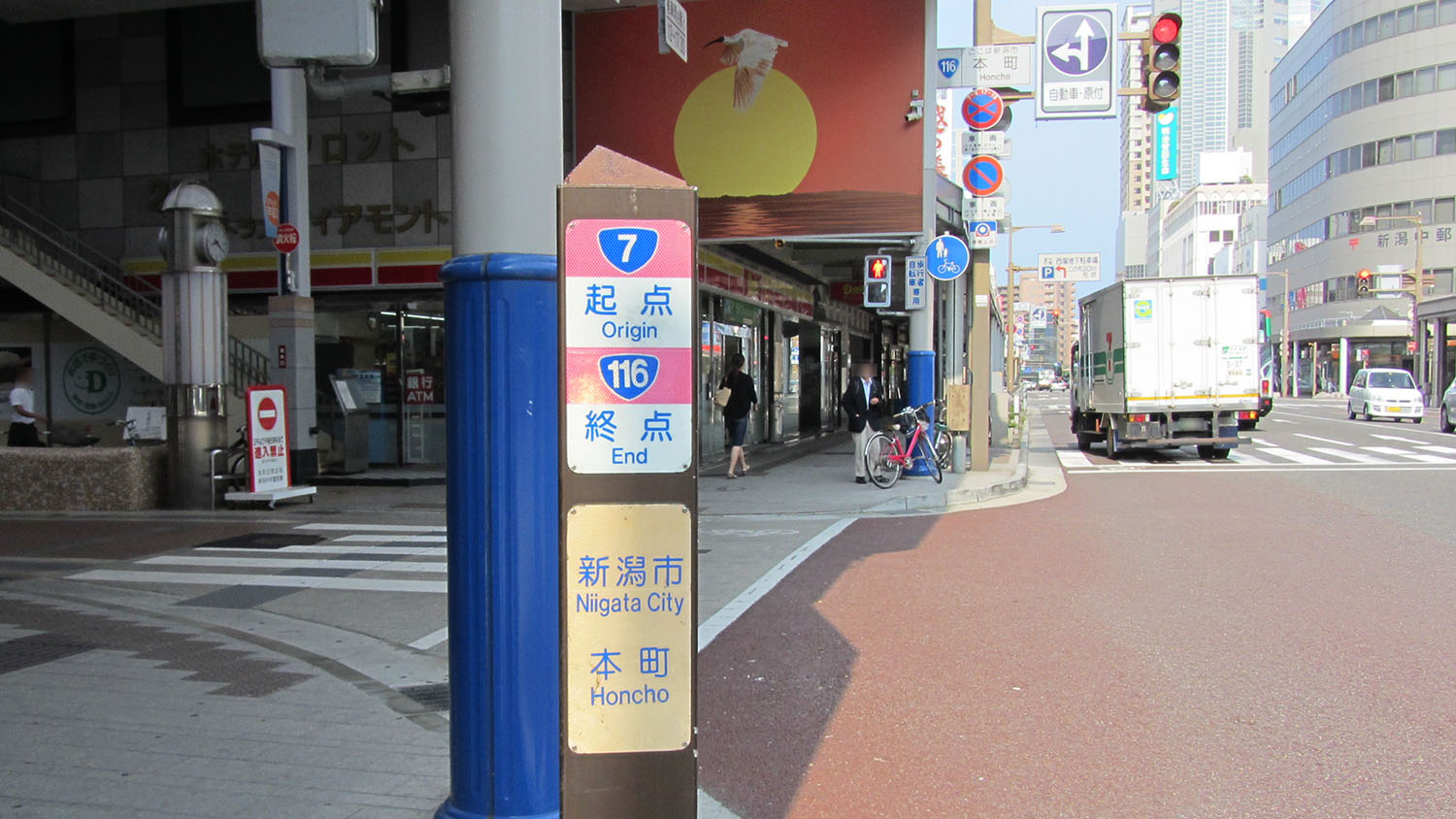
國道7號起點 新潟縣新潟市中央區 本町交差點
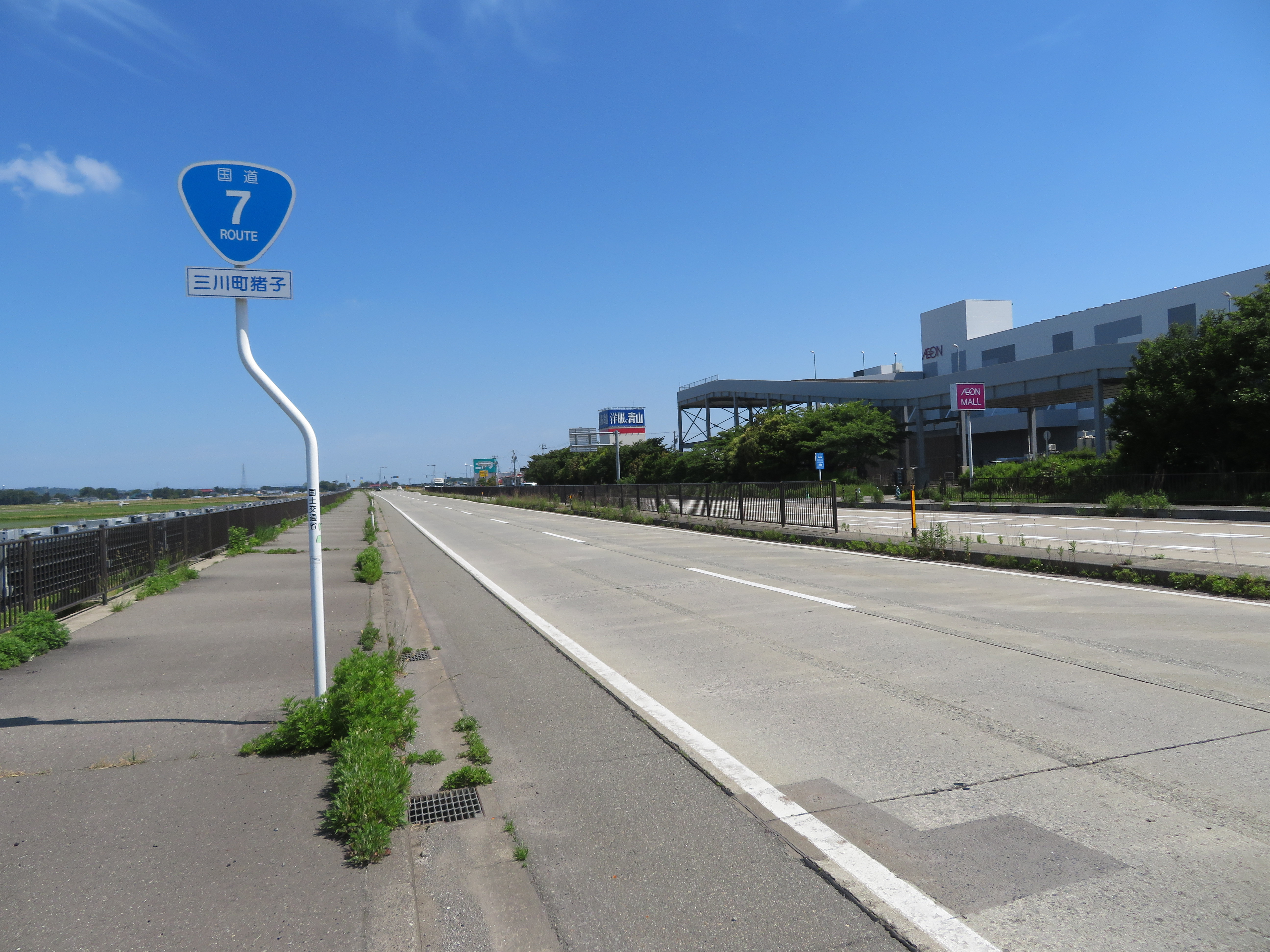
山形縣東田川郡三川町豬子
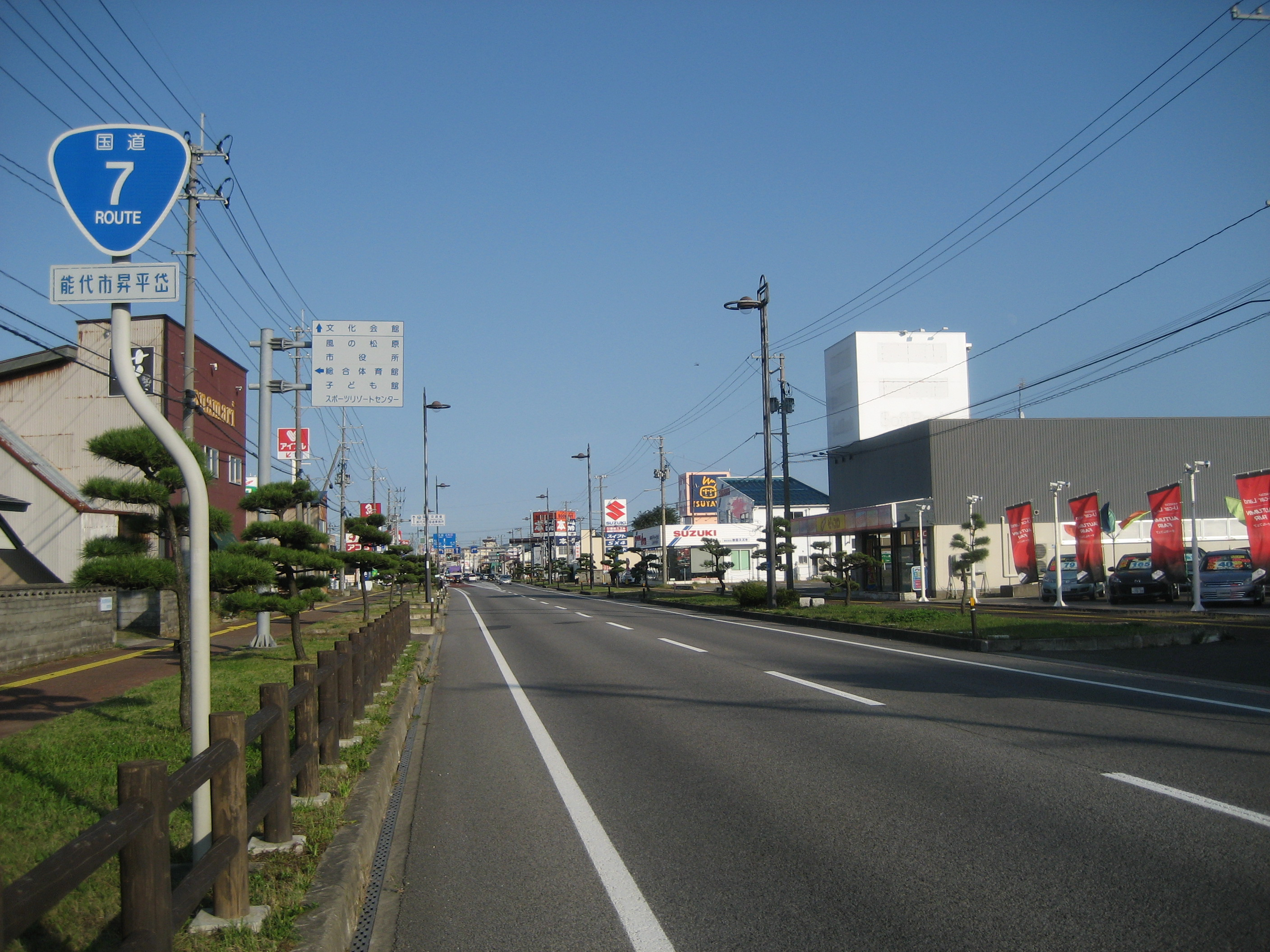
秋田縣能代市昇平岱
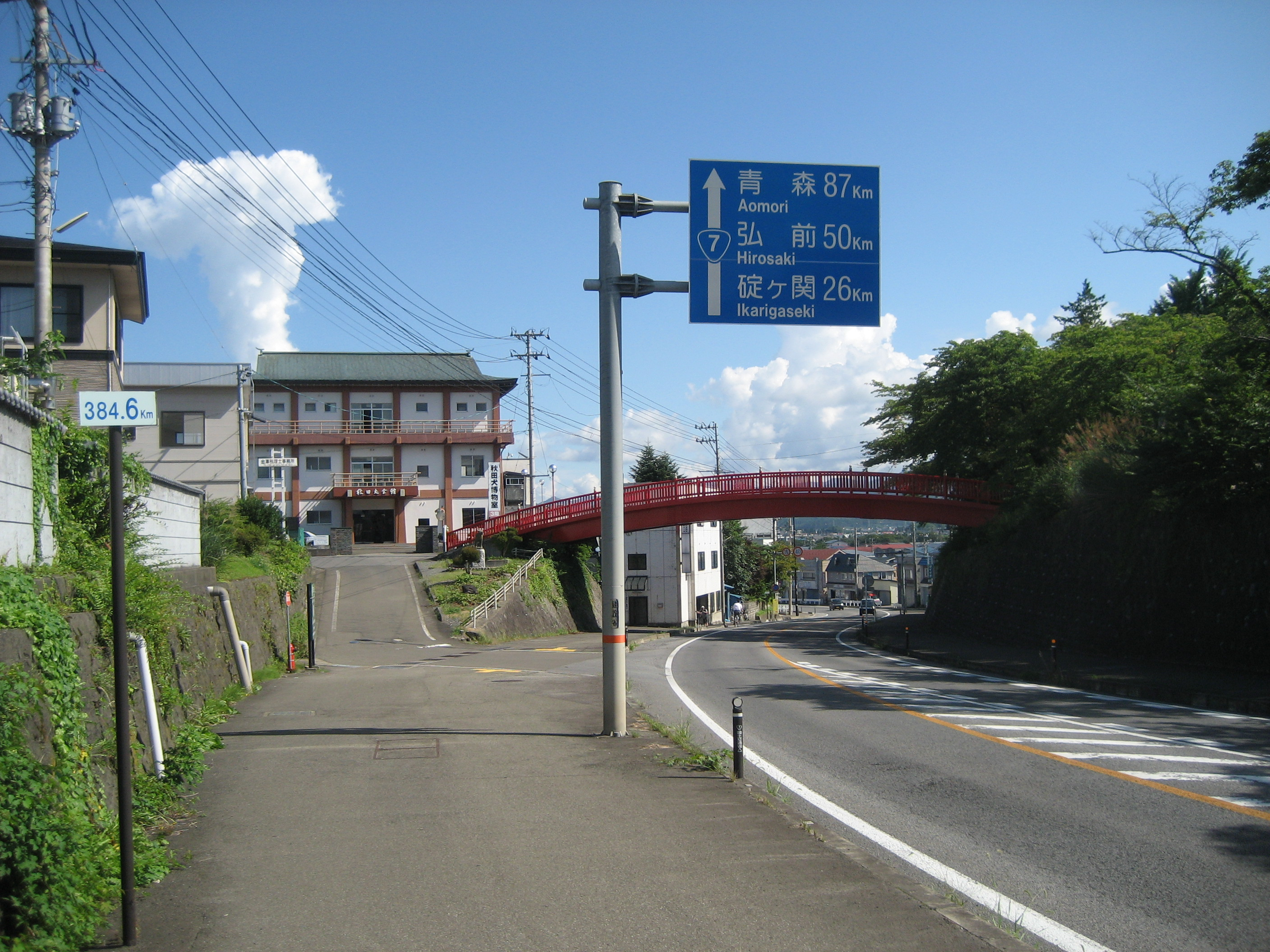
秋田犬會館（日语：秋田犬会館）附近 秋田縣大館市三之丸
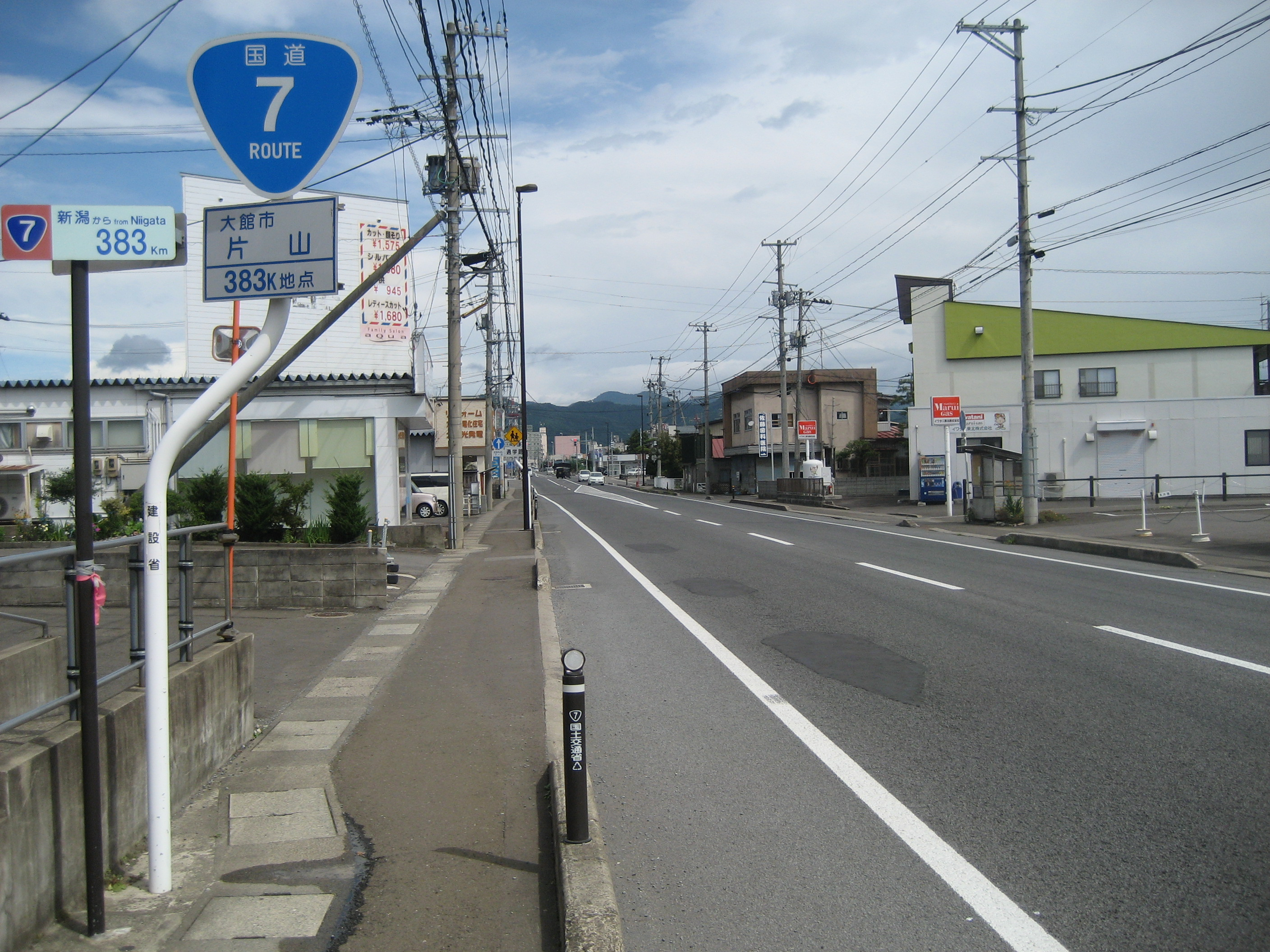
秋田縣大館市片山
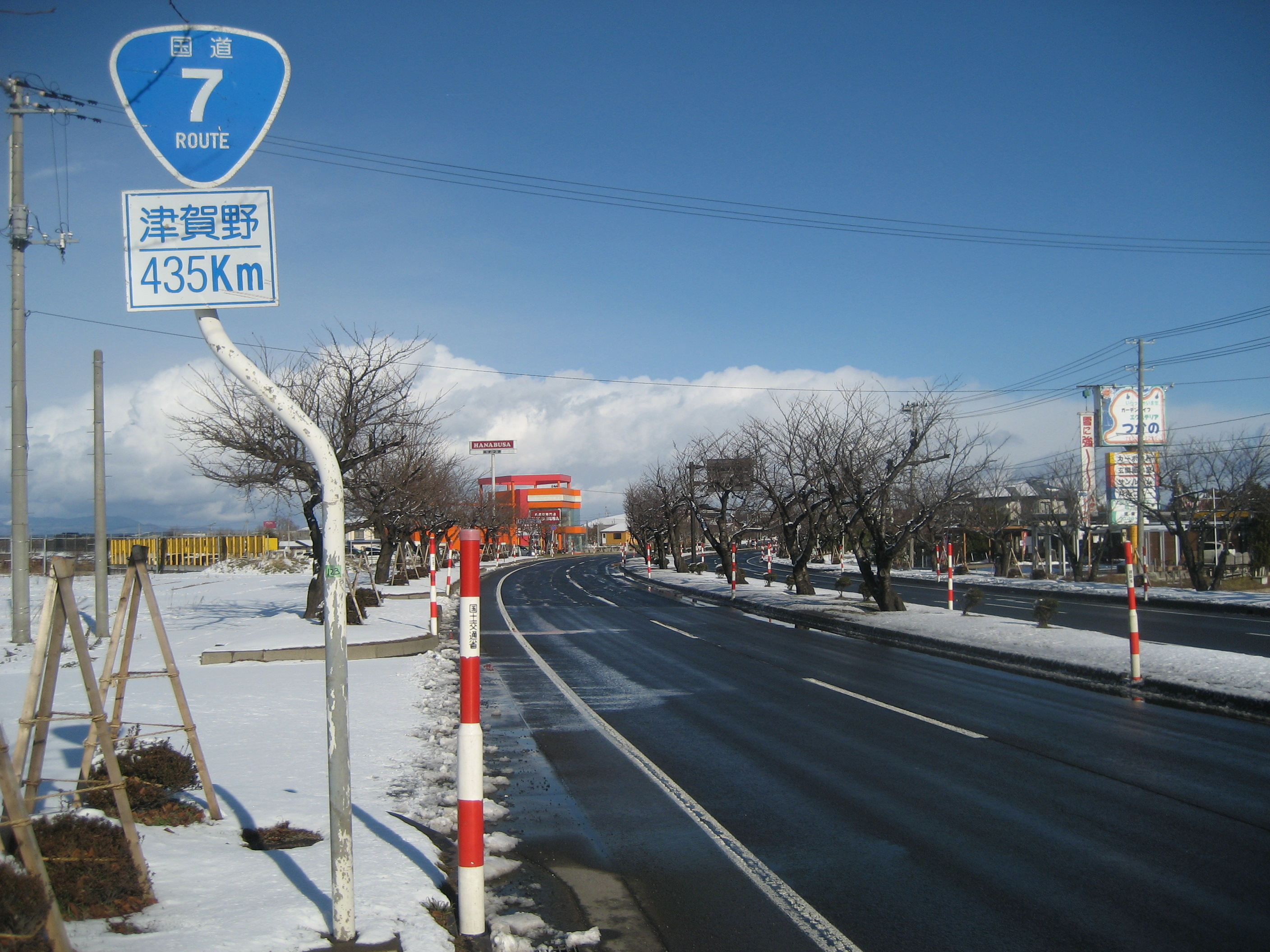
青森縣弘前市津賀野
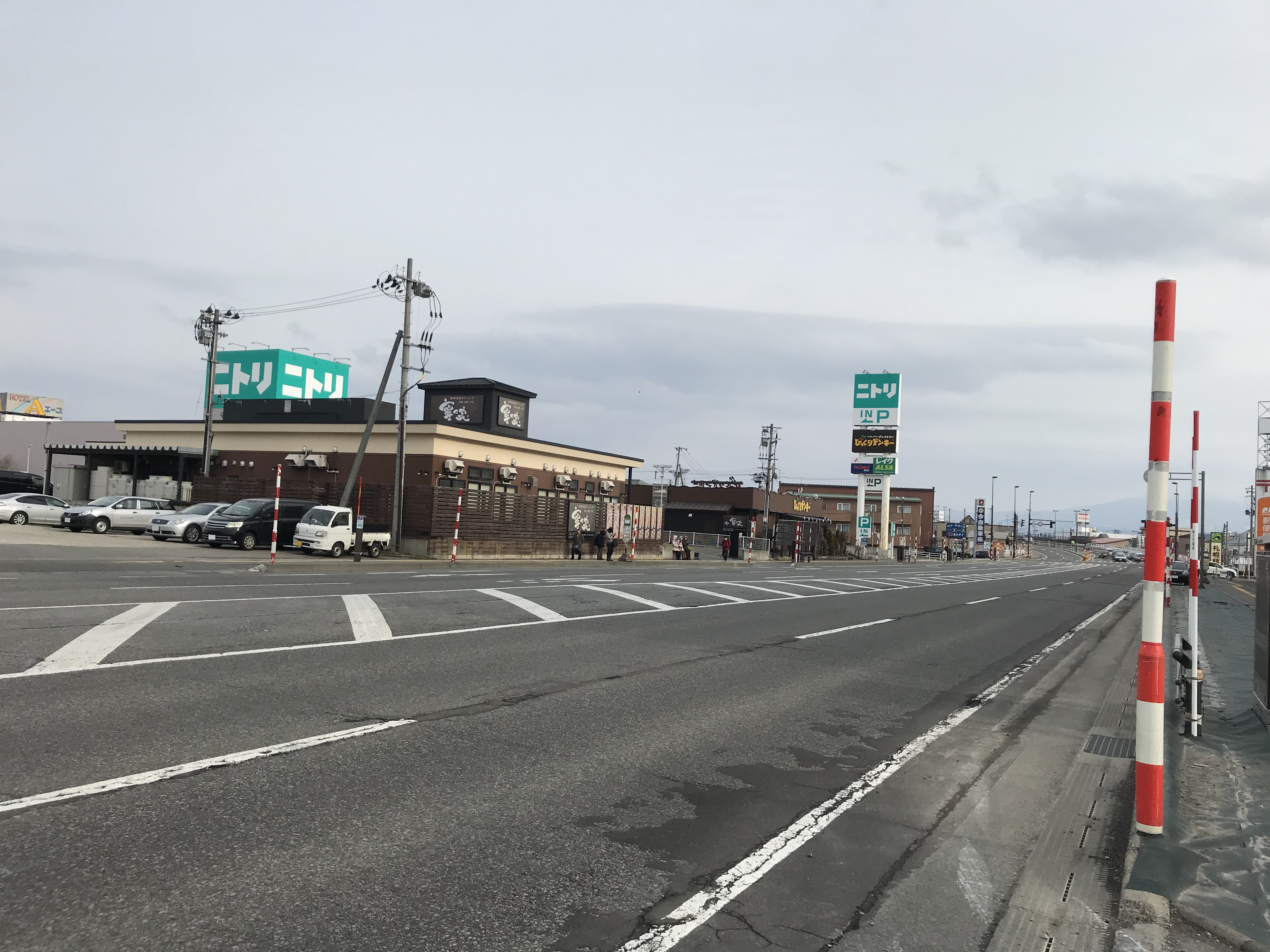
青森縣青森市大字石江字三好（2020年2月25日）
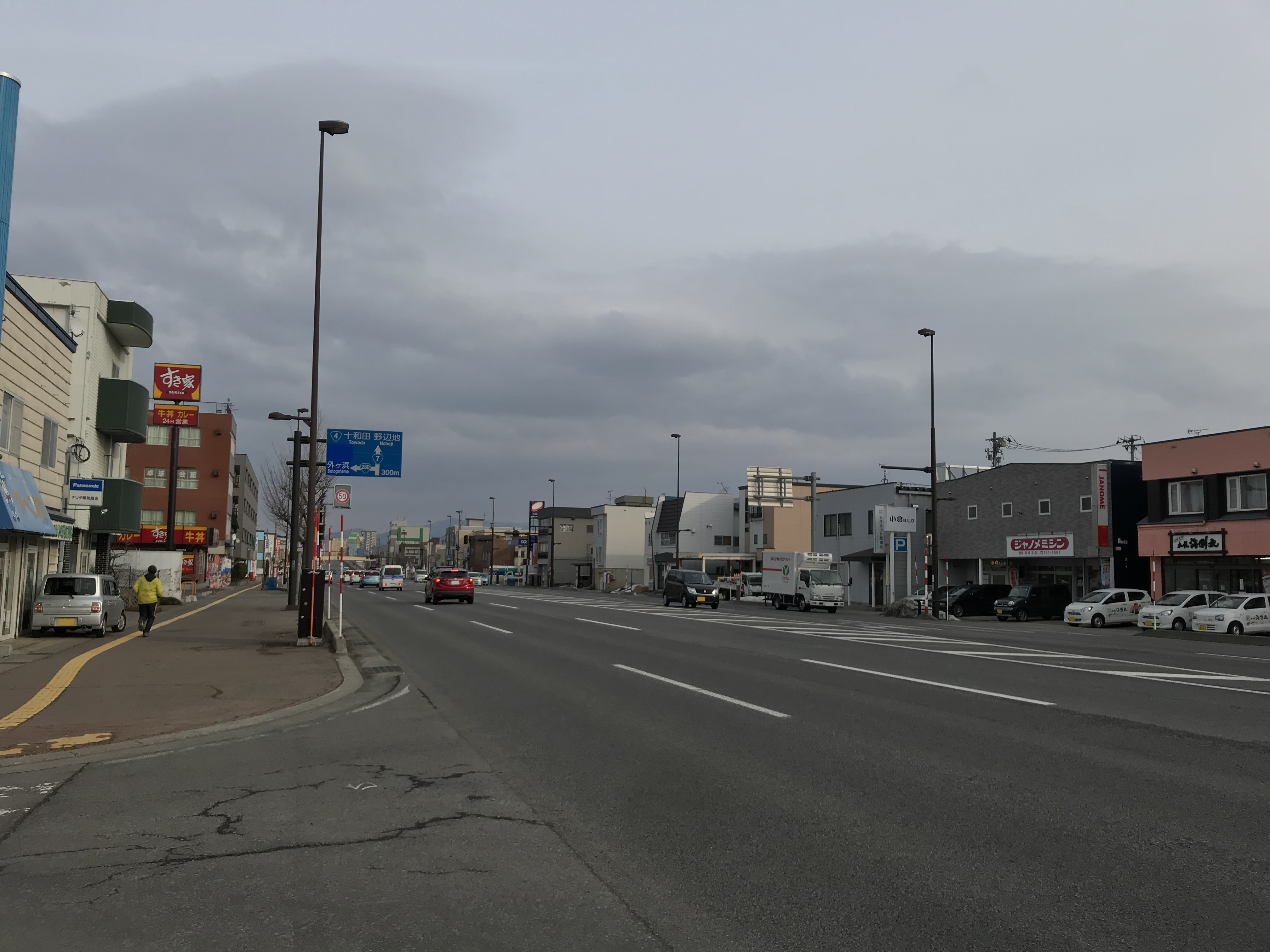
青森縣青森市千刈（2020年2月25日）
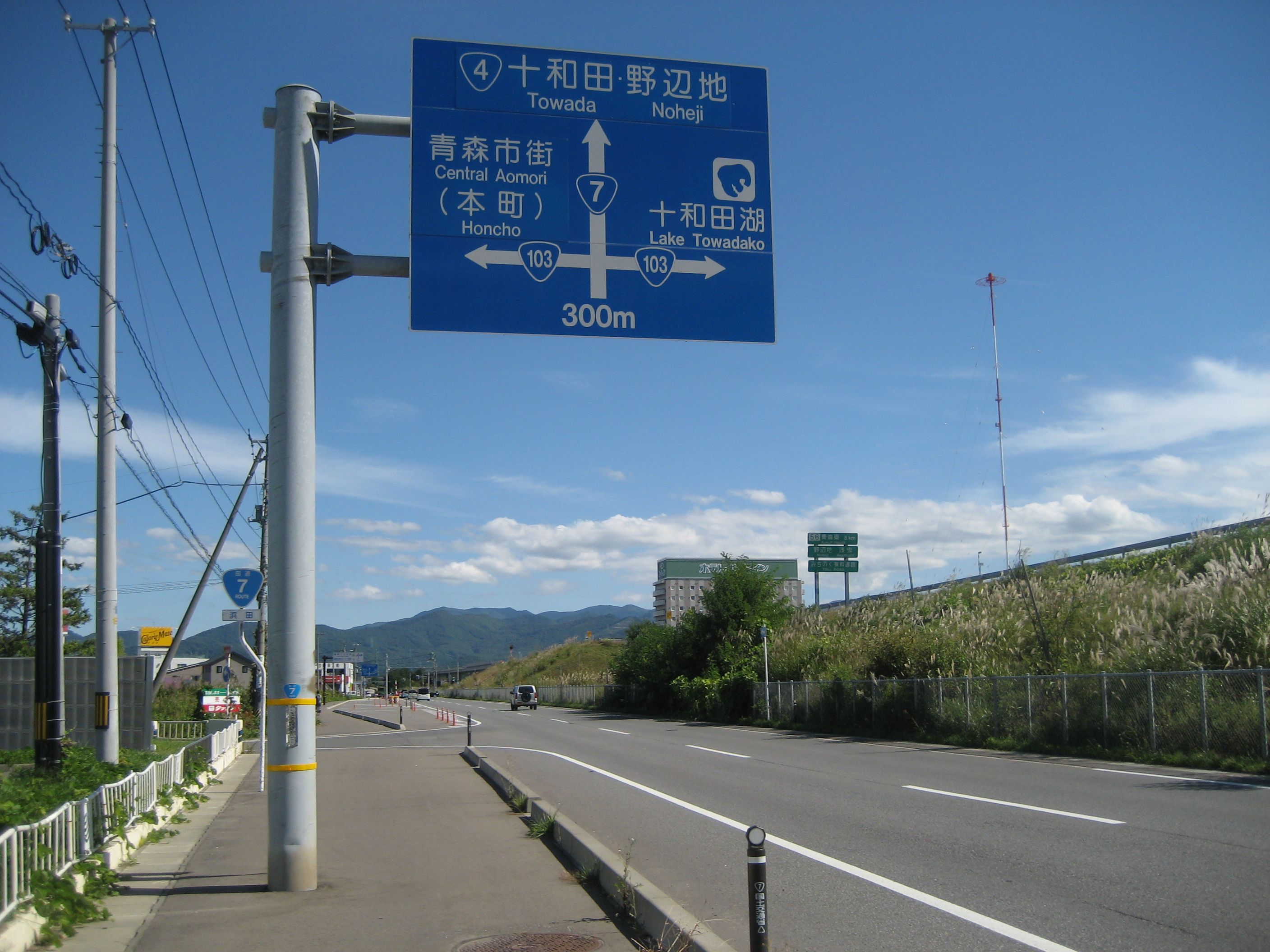
國道103號（日语：国道103号）交會 青森縣青森市濱田
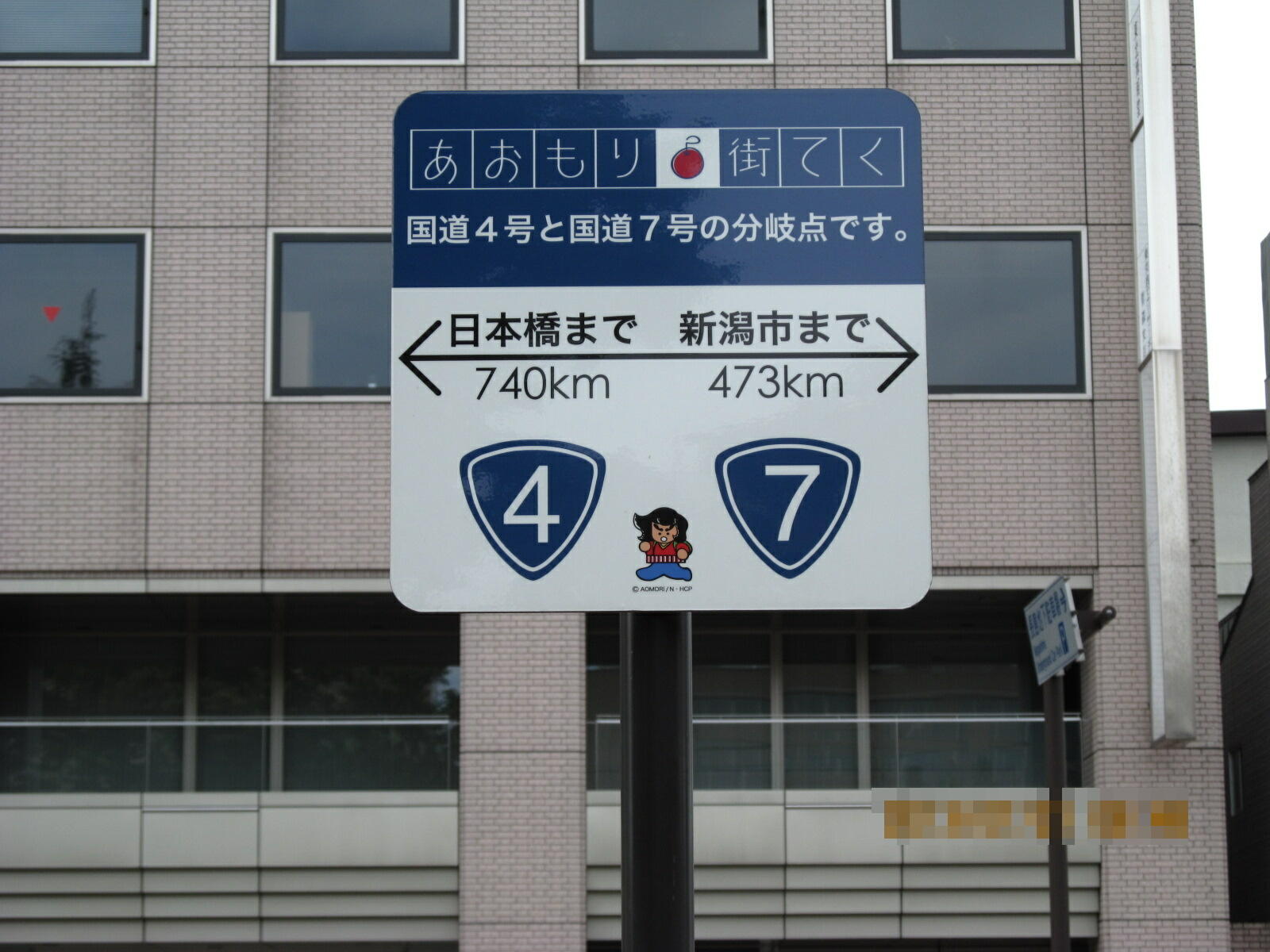
國道4號與國道7號分岐點 青森縣青森市長島

## 關連項目
- 中部地方道路一覽
- 東北地方道路一覽
- 羽越本線、奧羽本線：大致並行的鐵道路線

## 外部連結
- 北陸地方整備局 （页面存档备份，存于）
  - 新潟國道事務所 （页面存档备份，存于）
  - 羽越河川國道事務所 （页面存档备份，存于）
- 東北地方整備局（页面存档备份，存于）
  - 酒田河川國道事務所 （页面存档备份，存于）
  - 秋田河川國道事務所 （页面存档备份，存于）
  - 能代河川國道事務所 （页面存档备份，存于）
  - 青森河川國道事務所 （页面存档备份，存于）